# Úřad speciální prokuratury
Úřad speciální prokuratury (ÚSP) byl úřad slovenské prokuratury s působností na území celého Slovenska. Byl součástí generální prokuratury Slovenské republiky. Úřad vykonával dozor nad zachováváním zákonnosti v trestním řízení ve věcech, které spadají do pravomoci Specializovaného trestního soudu, nejde-li o věci spadající do působnosti Úřadu evropského veřejného žalobce.
Úřad byl zřízen zákonem o zřízení Speciálního soudu a Úřadu speciální prokuratury. Činnost zahájil 1. září 2004. Měl na starost stíhání korupce, zneužívání pravomocí, mafiánské činnosti či extremismus.
V čele úřadu stál speciální prokurátor, jehož prostřednictvím generální prokurátor řídil činnost úřadu. Posledním speciálním prokurátorem byl právník a bývalý ministr Daniel Lipšic. Zvolen byl 5. února 2021. 
Dne 6. prosince 2023 schválila vláda Roberta Fica návrh zrušení úřadu k 15. lednu 2024. Navíc by se měly snížit trestní sazby za některé korupční trestní činy, dále drogovou či hospodářskou kriminalitu. Viníci by tak nově mohli v některých případech vyváznout s podmínkou.
Národní rada Slovenské republiky 8. února 2024 odhlasovala balík změn v trestním právu včetně zrušení Úřadu speciální prokuratury. Slovenská prezidentka Zuzana Čaputová po hlasování parlamentu uvedla, že schválená novely trestního zákoníku je špatnou zprávou pro Slovensko a pro všechny jeho občany a že zváží své další kroky tak, aby zákon nenabyl platnosti.
Slovenský ústavní soud 29. února potvrdil, že pozastavil platnost novely trestního zákoníku i několika dalších změn v trestním právu. Rozhodnutí sněmovny o zrušení speciální prokuratury však zůstalo v platnosti. Ke 20. březnu 2024 tak úřad zanikl. Jeho kompetence, většina projednávaných kauz i pracovníci úřadu včetně speciálního prokurátora Daniela Lipšice se přesunuli pod generální prokuraturu.

## Seznam speciálních prokurátorů
- září 2004 až listopad 2020 – Dušan Kováčik (v květnu 2022 odsouzen za korupci)
- únor 2021 – březen 2024 – Daniel Lipšic (slib složil 15. února 2023)

## Zrušení úřadu
Slovenský premiér Robert Fico jako opoziční politik začal vystupovat proti ÚSP "poté, co policie začala v různých kauzách stíhat desítky lidí včetně policistů, soudců, vysokých úředníků či podnikatelů z období, kdy byl SMER v minulosti u moci".
Dne 6. prosince 2023 Ficova vláda schválila návrh novely trestního zákona, který ruší ÚSP a jeho agendu přesouvá do kompetence krajských prokuratur. „Odborné poznatky z dosavadní činnosti ÚSP nasvědčují tomu, že současné uspořádání Generální prokuratury SR se zvláštní součástí, kterou je ÚSP, není ideální. Nevyhnutelně vyžaduje strukturální změny,“ uvedlo ministerstvo spravedlnosti. Ale prokurátoři ÚŠP dohlíželi mimo jiné na vyšetřování vraždy novináře Jána Kuciaka a jeho partnerky, která v roce 2018 vyústila na Slovensku v politickou krizi a v rezignaci Fica na funkci premiéra.

### Reakce na Slovensku
Prezidentka Zuzana Čaputová kritizovala záměr přijmout návrh ve zkráceném řízení i to, že do diskuse o něm nebyla zapojena odborná i laická veřejnost. „Nedovedu si představit, že bych nesměřovala k uplatnění práva veta. Pokud jde o podání na ÚS, vnímám to jako realistickou možnost po velmi důkladném zvážení všech argumentů,“ uvedla prezidentka.
Opoziční strany Progresivní Slovensko, Svoboda a Solidarita a Křesťanskodemokratické hnutí na 7. prosince 2023 svolaly protest před Úřad vlády. Šlo o první velký protivládní protest od říjnového jmenování Ficova kabinetu.

### Zahraniční reakce
Evropská komise a velvyslanectví Spojených států v Bratislavě Slovensko vyzvaly, aby nepokračovalo ve změnách trestního zákoníku ve zrychleném řízení a aby nerušilo elitní složku prokuratury bez důkladného uvážení.
V polovině ledna 2024 Evropský parlament poměrem hlasů 496 ku 70 přijal rezoluci odsuzující snahy vlády Roberta Fica měnit slovenské trestní právo a zrušit Úřad speciální prokuratury, neboť by narušil snahu bojovat proti korupci na unijní úrovni. Europoslanci dále kritizovali Ficovu neochotu účastnit se veřejné debaty ohledně změn. V rezoluci uvádějí: „Vyzýváme slovenskou vládu, aby tyto změny přehodnotila ve světle dopadů, které by mohly mít na podobu právního státu, finanční zájmy Evropské unie i její protikorupční systém,“